# Felice Luigi Balassi

Nova mechanica theoremata, 1768

Felice Luigi Balassi, latinizzato come Felix Aloysius Balassi Foroliviensis (Forlì, 1723 – 1809), è stato un matematico e presbitero italiano, canonico regolare.

## Biografia
Felice Luigi Balassi nacque a Forlì, nella frazione di Coriano, nel 1723. Fu un celebre matematico.
Appartenne alla Congregazione dei Canonici regolari di Santa Maria in Reno, detta Congregazione renana.
Studiò dapprima retorica con padre Natali; poi, filosofia, geometria e algebra con P. Vittorio Ranieri Seravallini, il primo ad introdurre nella Congregazione renana lo studio della matematica; infine, teologia con P. Azzoguidi.
Trasferito a Roma, nella Canonica di San Pietro in Vincoli, vi completò gli studi di teologia con P. D. Tommaso Rita, romano, e proseguì quelli di algebra con P. Jaquier, francese, dell'Ordine dei Minimi.
Completata la formazione, dopo una breve permanenza a Bologna, fu trasferito alla Canonica presso il Santuario di Santa Maria delle Grazie (Forlì), dove continuò a dedicarsi alla matematica. Iniziò anche ad insegnare filosofia a Ravenna.
Dal suo opuscolo Delle forze vive derivò una discussione con Jacopo Marescotti. La fama che ne conseguì portò il Balassi ad occupare la cattedra di matematica all'università di Reggio Emilia, dove insegnò per quindici anni.
Tra i suoi discepoli va ricordato Lazzaro Spallanzani.

## Opere
- Nova meccanica teoremata, 1748.
  - (LA) Nova mechanica theoremata atque problemata de quibusdam proprietatibus circuli, curvarum secundi gradus, parabolae quadratico-cubicae, et cycloidis, Roma, Paolo Giunchi, 1768.
- Epistola de Collisionibus corporum, 1751.
- De viribus vivis opusculum, 1753.
- De potentiarum equipotentia in curando compositione ac resolutione illa sua actionis monsura.
- Di alcune proprietà di un lato quadrato.
- Nuova lettera sopra gli archi poligonali circoscritti e circolari.